# 格迪米纳斯

格迪米纳斯之柱，格迪米纳斯的纹章和立陶宛的国家象征

格迪米纳斯（立陶宛语：Gediminas，约1275年-1341年12月）是1316年至1341年间的立陶宛大公，也被看做是立陶宛历史中最为重要的人物之一；他建立了立陶宛大公国并开疆拓土，其薨逝时，立陶宛的疆土已经南滨黑海，北达波罗的海。他是维尔纽斯城的奠基者，也是后来统治波兰-立陶宛联邦的格迪米尼茲王朝的奠基者。

## 生平

### 血缘
格迪米纳斯约生于1275年，由于史料的缺乏，他的祖先、早年生活以及于1316年左右取得大公称号等等事件的经纬十分模糊，也是学者争论的点。多种理论宣称格迪米纳斯若非他的前任维特尼斯之子、即是他的兄弟、堂亲或马夫。许多世纪以来，有关他的先祖的说法，流通世间的仅有两种；条顿骑士团（长期与立陶宛敌对）编写的史书称他是维特尼斯的马夫，根据这些史书，格迪米纳斯弑杀了维特尼斯并篡夺了公位。而立陶宛史书宣称他是维特尼斯之子。然而，两人年龄相若，因此这一说法或非事实。
近来研究显示格迪米纳斯的祖先或许是斯卡尔曼塔斯。1974年，历史学家耶日·奥奇曼斯基发现，一部14世纪末的诗歌《扎顿什奇纳》中描绘了阿尔吉尔达斯的两个儿子互相宣认自己的祖先：“我们是两兄弟，阿尔吉尔达斯之子，格迪米纳斯之孙，斯卡尔曼塔斯之曾孙。”这一发现使人们开始相信斯卡尔曼塔斯就是人们长久以来想要寻找的格迪米纳斯的先人。奥奇曼斯基认为诗歌中省略了布特维达斯这一代，直接跳到了身份不明的先祖那一代。巴拉尧斯卡斯则认为布特维达斯是斯卡尔曼塔斯的兄弟，而维特尼斯和格迪米纳斯属于堂兄弟关系。
格迪米纳斯于1316年左右成为立陶宛大公，并统治了该国25年。

### 立陶宛和宗教
格迪米纳斯继承的不仅是立陶宛本土而是大片的土地。比如：萨莫吉希亚、新格鲁多克、波德拉西、波洛茨克、以及明斯克。然而，这些土地全都与立陶宛的宿敌条顿骑士团、利沃尼亚骑士团的土地相交错。1319年，为抵抗条顿骑士，格迪米纳斯选择与鞑靼人结盟。
条顿骑士团长期对立陶宛的宗教改宗和以前者为幌子的洗劫早已使得立陶宛各个部族联合起来了。但格迪米纳斯不仅要使立陶宛获得国家安全，他还试图建立一个强盛的王朝，为此他还直接与圣座协商。1322年底，他写信给教宗若望二十二世，要求他庇护立陶宛免于条顿骑士团的劫掠。格迪米纳斯告知教宗，他已经向方济各会和多明我会在立陶宛的传教工作提供了诸多方便。他还要求教宗派出使节以便使他受洗，而里加大主教弗雷德里克·洛布施塔特也支持格迪米纳斯受洗。在这一系列的操作之后，立陶宛和利沃尼亚骑士团最终于1323年10月2日缔结了和平。
收到教宗的回复后，格迪米纳斯便于1325年1月25日向汉萨同盟的主要城市发出了通信，邀请从贵族、骑士到耕农的各个阶层的人民来到立陶宛。移民者可以选择其所希望的定居点并可以适用自己的法律来管理。他也邀请了祭司和僧侣来维尔纽斯以及新格鲁多克建立教堂。此前的1323年10月，里加大主教、多尔帕特（塔尔图）主教、丹麦国王、多明我会、方济各会的代表们以及条顿骑士团团长共同聚集在维尔纽斯。格迪米纳斯在见证下宣认了其对各方的承诺并应许在教宗代表抵达后就接受洗礼。在维尔纽斯，各方人员签署了一份协议，确认了各项格迪米纳斯给予的特权有所保证。
格迪米纳斯对条顿骑士团在波兰的新占区多布任地区发起侵略后，亲条顿的普鲁士的主教们在埃尔宾举行的一次主教公会上宣布格迪米纳斯为教敌，而格氏的东正教子民则指责他投向了拉丁礼的异端，他的立陶宛族人也指控他抛弃了古老的多神信仰。格迪米纳斯为了摆脱这一系列的麻烦，便收回了之前的承诺，赶走了方济各会的修士们。
与此同时，格迪米纳斯暗中告知教宗，他这么做是情非得已，他受洗的决心还是坚定的。教宗的代表相信了格氏的承诺并禁止邻国在接下来的四年内攻打立陶宛。不过条顿骑士团仍然杀死了一名于1325年来里加迎接骑士团长的立陶宛使节。格迪米纳斯在这时与波兰王瓦迪斯瓦夫一世建立了同盟，并让自己的女儿阿尔多娜受洗，以便嫁给瓦迪斯拉夫的儿子卡齐米日三世。
由英国历史学家史蒂芬·克里斯多弗·罗威尔提出的另一理论则称格迪米纳斯从来都没有想过要成为天主教徒。因为那样会冒犯萨莫吉希亚和奥克施泰提亚虔诚而坚定的多神教徒。而奥克施泰提亚以及罗斯的正教徒威胁格迪米纳斯，若他改宗天主教，他便会有性命之虞。类似的情况也在明道加斯身上发生过，而格迪米纳斯则想要极力避免这种事情的发生。
格迪米纳斯的策略是在与条顿骑士团的纷争中从天主教各势力和教宗手中取得支持。他治下的天主教徒受到优待，但他也毫不留情地惩罚了任何试图将立陶宛人基督教化的或侮辱立陶宛本土宗教的人。1339年至1340年间，他处决了来自波西米亚的方济各修士乌尔里希和马丁，两人超越了他们被授予的权限并在讲道时公开反对立陶宛宗教。格迪米纳斯要求他们放弃基督信仰，两人拒绝后格迪米纳斯遂处死了他们。另5名修士因同一原因于1369年阿尔吉尔达斯在位时期被处决。
格迪米纳斯的主要目标是将立陶宛从德意志人的侵略下拯救出来，他一生中都维持了本土信仰，而他的土地则是半异教半基督化的。他与本土宗教、东正教、天主教臣民和盟友的关系同样紧密。所以他在给教宗的信中所说的那些要求洗礼的话语到底是否只是政治操作，还是不得而知的。

### 吞并斯拉夫人的土地
1316至1340年间，格迪米纳斯在防御其北方的敌人的同时也通过吞并东方和南方的各个斯拉夫人公国来扩张领土；这些斯拉夫公侯无休止的内讧最终导致了他们的覆亡。格迪米纳斯如入无人之境，不过他对斯拉夫人的征服的细节则付之阙如或自相矛盾，事件的日期也极其令人生疑。格迪米纳斯将其子柳巴尔塔斯赘入加利西亚－沃里尼亚公国从而取得了该国。在伊尔平河战役中，他大胜基辅的斯坦尼斯拉夫，格迪米纳斯乘胜进击基辅，包围并攻克该城，他将斯坦尼斯拉夫流放至布良斯克，随后又流放至梁赞。立陶宛的这一胜利也终结了留里克王朝在基辅的统治。格迪米纳斯命其兄弟西奥多和奥尔尚斯基家族的阿尔曼吉塔斯驻守基辅。在以上征战后，立陶宛大公国的疆域延伸到了黑海。
在利用斯拉夫人的弱点的同时，格迪米纳斯巧妙地避免了与金帐汗国的冲突。他还将女儿安娜斯塔西亚嫁给了新兴的莫斯科大公国的大公谢苗一世。格迪米纳斯也能强有力地平衡北俄罗斯的莫斯科影响，支持普斯科夫共和国并使它从大诺夫哥罗德分裂出来。

### 内政以及逝世
格迪米纳斯将立陶宛军队在当时可能的范围内效率最大化，他还在边境上筑起一系列坚固的城池，包括维尔纽斯。起初他的治所在特拉凯，不过1320年后他便永久地定都维尔纽斯了。
格迪米纳斯于1341年薨逝，可能死于一场政变。死后，作为本土信仰仪式的一部分，他的遗体于1342年被火化，同时还伴有活人献祭，他最青睐的仆人和几名日耳曼人奴隶和他的尸身一起在柴堆上被焚烧了。所有这些事实指出格迪米纳斯可能一直信仰立陶宛本土宗教，而他对基督教假装出来的兴趣只是为了从外部取得抗击条顿骑士团的援助。